# Хемингуэй, Марго
Марго́ Луи́за Хемингуэ́й (англ. Margot Louise "Margaux" Hemingway; 16 февраля 1954, Портленд — 1 июля 1996, Санта-Моника) — американская модель и актриса.

## Биография

### Ранние годы
Марго Хемингуэй родилась в Портленде, штат Орегон. Узнав, что её назвали в честь вина Château Margaux, которое её родители Пак и Джек Хемингуэй (старший сын Эрнеста Хемингуэя) пили в ночь её зачатия, она сменила своё имя Margot на Margaux. Своё детство Марго провела на ферме деда в Кетчуме, штат Айдахо. В раннем возрасте у неё появились проблемы с алкоголем, она также болела булимией, эпилепсией и дислексией.

### Карьера
Имея рост 183 см, Марго стала успешной моделью и подписала контракт на 1 млн долларов с компанией Fabergé на рекламу парфюма Babe. Это был первый миллионный контракт, который когда-либо заключался с моделью. Она также появлялась на обложках журналов Vogue, Elle, Cosmopolitan, Harper’s Bazaar, а также Time, который 16 июня 1975 года назвал её одной из «новых красавиц» (англ. new beauties). 1 сентября 1975 года американское издание Vogue назвало её «новой нью-йоркской супермоделью» (англ. New York's New Supermodel).
На пике своей карьеры, в середине и конце 1970-х годов, Марго регулярно посещала ночной клуб «Студия 54», часто в компании таких знаменитостей, как Лайза Миннелли, Бьянка Джаггер, Энди Уорхол и Грейс Джонс. Именно тогда она начала экспериментировать с алкоголем и наркотиками.
Марго дебютировала в кино в 1976 году в фильме Лэмонта Джонсона «Губная помада», в котором также сыграла её 14-летняя сестра Мэриел Хемингуэй.
В мае 1990 года Марго Хемингуэй появилась на обложках журнала Playboy.

### Личная жизнь
Её первый брак с Эрролом Ветсоном (англ. Errol Wetson) закончился разводом. Они встретились в отеле «Плаза» в Нью-Йорке, куда 19-летняя Марго сопровождала отца в его деловой поездке. Спустя четыре месяца она переехала из Айдахо в Нью-Йорк, и они с Ветсоном стали жить вместе на квартире друга Марго, Закари Селига, который помог ей начать карьеру в модельном бизнесе. Именно здесь Селиг познакомил Марго со своими друзьями, такими как Мариан Макэвой, редактором журнала Women’s Wear Daily; фотографом Франческо Скавулло; модельером Холстоном; редактором журнала Vogue Франсис Штейн и Джоном Ревсоном, чья семья создала компанию Revlon.
В 1979—1985 годах Марго была замужем за французским режиссёром Бернаром Фоше (фр. Bernard Faucher), с которым после свадьбы жила на протяжении года в Париже. На протяжении всей своей жизни она, как и её дед, испытывала приступы клинической депрессии. В 1984 году Марго травмировалась на горнолыжном курорте, начала набирать вес и чувствовала себя всё более подавленной. Весь 1987 год она провела в клинике Бетти Форд.

### Смерть
1 июля 1996 года, за день до годовщины самоубийства своего деда, Марго Хемингуэй была найдена мёртвой в своей однокомнатной квартире в Санта-Монике. Согласно отчёту коронера округа Лос-Анджелес, который был обнародован месяц спустя, причиной смерти стала передозировка фенобарбитала. Хотя официально было признано, что Марго покончила жизнь самоубийством, её родственники оспорили это решение. Её тело было кремировано, а прах захоронен в семейном склепе Хемингуэев на кладбище в Кетчуме, Айдахо.

## Фильмография
| Год  |    | Русское название       | Оригинальное название     | Роль                 |
| ---- | -- | ---------------------- | ------------------------- | -------------------- |
| 1976 | ф  | Губная помада          | Lipstick                  | Крис Маккормик       |
| 1979 | ф  | Рыба-убийца            | Killer Fish               | Габриэль             |
| 1982 | ф  | Они зовут меня Брюсом? | They Call Me Bruce?       | Кармен               |
| 1984 | ф  | Через Бруклинский мост | Over the Brooklyn Bridge  | Элизабет Андерсон    |
| 1984 | ф  | Goma-2                 | Goma-2                    | Жаклин               |
| 1986 | тф | Portami la luna        | Portami la luna           | Линн                 |
| 1990 | ф  | Месса си минор         | La messe en si mineur     | Софи                 |
| 1991 | ф  | Секрет женщины         | La donna di una sera      | Эллен Фостер         |
| 1991 | ф  | Тайники души           | Inner Sanctum             | Анна Роулинз         |
| 1992 | ф  | Плохая любовь          | Love Is Like That         | Джекки               |
| 1993 | ф  | Смертельные соперники  | Deadly Rivals             | агент Линда Ховертон |
| 1994 | ф  | Двойное наваждение     | Double Obsession          | Хезер Дуайер         |
| 1994 | ф  | Тайники души 2         | Inner Sanctum II          | Анна Роулинз         |
| 1994 | ф  | Замести следы          | Frame-Up II: The Cover-Up | Джен Сирейдж         |
| 1995 | ф  | Vicious Kiss           | Vicious Kiss              | Лиза                 |
| 1995 | ф  | A comme acteur         | A comme acteur            |                      |
| 1996 | ф  | Опасный груз           | Dangerous Cargo           | Джули                |
| 1996 | тф | Backroads to Vegas     | Backroads to Vegas        |                      |